# Nederland Fietst
Nederland Fietst is een Nederlands televisieprogramma op RTL 4 gepresenteerd door Pascalle van Egeraat en Ruben Dingemans.
In dit televisieprogramma fietsen de presentatoren elke week mee met een "Bekende Nederlander" door het gebied waar de "Bekende Nederlander" is opgegroeid en praten ze over de fietsbeleving van de "Bekende Nederlander".